# Lake King
Lake King is een plaats in de regio Wheatbelt in West-Australië.

## Geschiedenis
Ten tijde van de Europese kolonisatie leefden de Njaki Njaki Nyungah Aborigines in de streek.
De streek maakte in 1928 deel uit van een overheidsprogramma met als doel 3.400 boerderijen te ontwikkelen. De crisis van de jaren 30 deed de Britse overheid het programma intrekken. Een aantal mensen had zich echter al in de streek gevestigd. In 1929 werd er een postkantoor en winkel geopend. De streekbewoners ijverden in 1935 voor het stichten van een dorp. Het werd in 1936 officieel gesticht en vernoemd naar een nabijgelegen meer. Het meer werd in 1922 door een landmeter uit Narrogin, Marshall Fox, vernoemd naar Henry Sandford King, landmeter-generaal van West-Australië van 1918 tot 1921.
In 1954 werd een basisschooltje geopend in Lake King. Er werd een bijkomend klaslokaal aan toegevoegd in 1964 en een kleuterschool in 1978. Een oude gemeenschapszaal van voor begin de jaren 1930 werd op 29 februari 1964 door een nieuw gemeenschapszaal, de 'Lake King Pioneer Memorial Hall', vervangen. Op 17 december 1977 opende de 'Holy Trinity Church', een kerk voor drie geloofsgemeenschappen.
De taverne van Lake King, gebouwd met lokaal gewonnen leem, werden in oktober 1987 door toenmalig premier van West-Australië, Rian Burke, geopend. In 1992 werd een gemeenschapscentrum met een bibliotheek geopend.

## Beschrijving
Lake King maakt deel uit van het van het landbouwdistrict Shire of Lake Grace. Het is een verzamel- en ophaalpunt voor de oogst van de graanproducenten uit de streek die bij de Co-operative Bulk Handling Group zijn aangesloten.
In 2021 telde Lake King 84 inwoners, tegenover 219 in 2006.
Lake King heeft een gemeenschapszaal, een bibliotheek en verscheidene sportfaciliteiten.

## Toerisme
- De Magdhaba Track loopt, door een natuurgebied met inheemse begroeiing, tot aan de Roe Hill Lookout.
- De Norseman Road loopt door het nationaal park Frank Hann. Ook Peak Charles, die 460 meter boven de omgeving uitsteekt, ligt langs die weg.
- In het dorp kan men een unieke kerk en taverne bezichtigen.[3]

## Transport
Lake King ligt 464 kilometer ten oostzuidoosten van Perth, 64 kilometer ten noordwesten van Ravensthorpe en 111 kilometer ten oosten van Lake Grace, langs de Newdegate-Ravensthorpe Road die deel uitmaakt van State Route 40. De GE1 en GE2 busdiensten van Transwa, die tussen Perth en Esperance rijden, doen Lake King aan.

## Klimaat

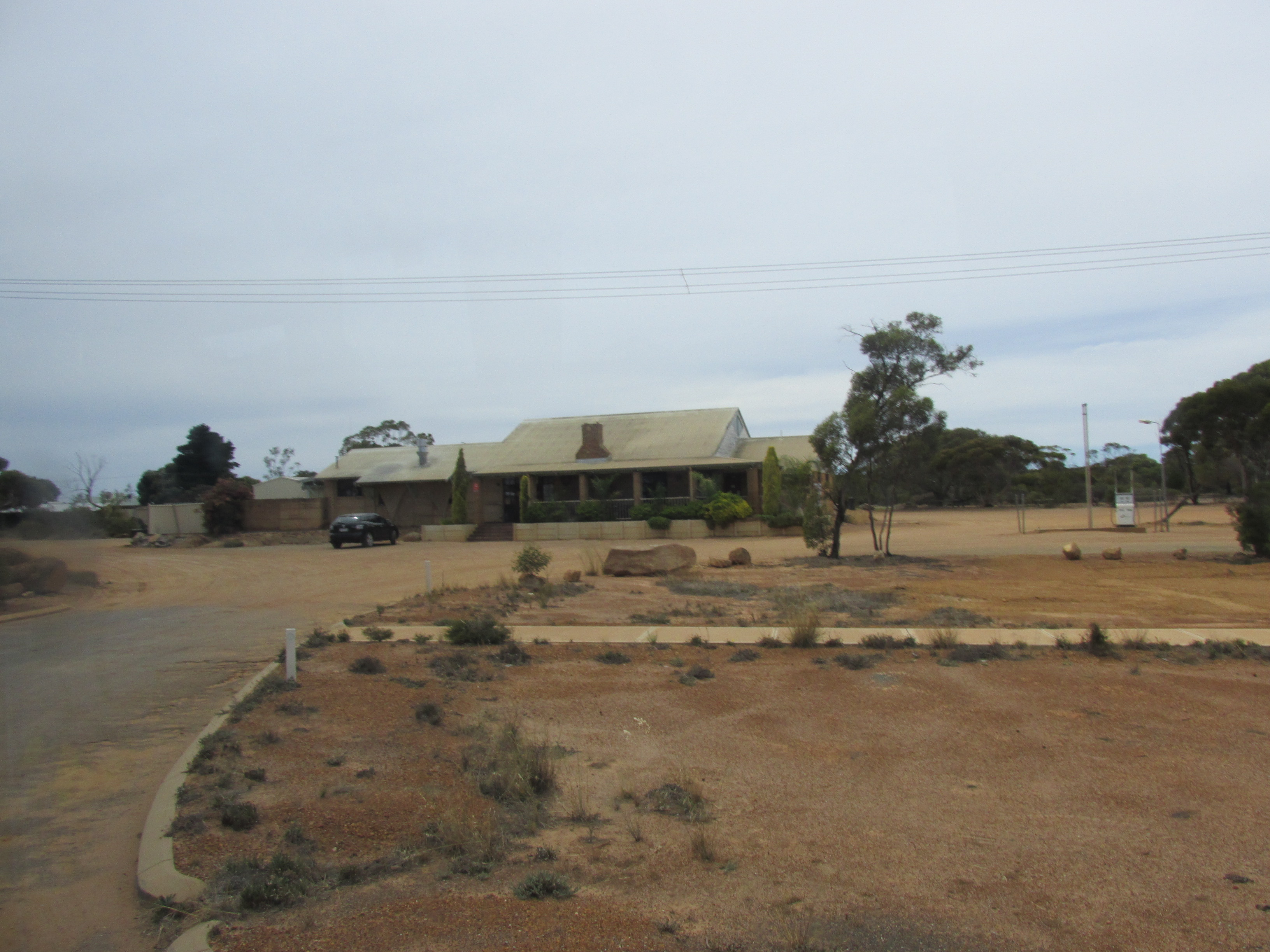
Lake King Taverne

Lake King kent een koud steppeklimaat, BSk volgens de klimaatclassificatie van Köppen. De gemiddelde jaarlijkse temperatuur bedraagt 16,3 °C en de gemiddelde jaarlijkse neerslag ligt rond 378 mm.
Aldersyde · Amery · Ardath · Arthur River · Baandee · Babakin · Badgingarra · Badjaling · Bailup · Bakers Hill · Balkuling · Ballaying · Ballidu · Beacon · Beenong · Beermullah · Bejoording · Belka · Bencubbin · Bendering · Benjaberring · Beverley · Bilbarin · Bindi Bindi · Bindoon · Bodallin · Bolgart · Bonnie Rock · Boolading · Booraan · Brookton · Bruce Rock · Bullaring · Bullfinch · Bulyee · Bungulla · Buntine · Burakin · Burracoppin · Cadoux · Calingiri · Campion · Caraban · Carrabin · Cataby · Cervantes · Chandler · Chittering · Clackline · Cold Harbour · Congelin · Coomberdale · Copley · Corrigin · Cowcowing · Crossman · Cuballing · Culbin · Cunderdin · Dalwallinu · Dandaragan · Dangin · Darkan · Dattening · Dongolocking · Doodlakine · Dowerin · Dudinin · Dumbleyung · Duranillin · Dwarda · Ejanding · Elabbin · Erikin · Gabbin · Gingin · Goomalling ·  Grass Valley · Greenhills · Guilderton · Gwambygine · Harrismith · Highbury · Hines Hill · Holt Rock · Hyden · Jelcobine · Jennacubbine · Jennapullin · Jitarning · Jurien Bay · Kalannie · Karlgarin · Kellerberrin · Kondinin · Kondut · Koojan · Koolyanobbing · Koorda · Korbel · Korrelocking · Kukerin · Kulin · Kulja · Kulyaling · Kunjin · Kununoppin · Kweda · Kwelkan · Kwolyin · Lancelin · Lake Brown · Lake Grace · Lake King · Ledge Point · Manmanning · Marvel Loch · Meckering · Meenaar · Merredin · Miling · Minnivale · Mogumber · Mokine · Moodiarrup · Mooliabeenee · Moora · Moorine Rock · Moorumbine · Moulyinning · Mount Hardey · Mount Kokeby · Mount Walker · Muchea · Mukinbudin · Muntadgin · Nalya · Nangeenan · Narembeen · Narrogin · New Norcia · Newdegate · Nilgen · Nokaning · North Bannister · Northam · Nukarni · Nungarin · Pantapin · Piawaning · Piesseville · Pingaring · Pingelly · Pithara · Popanyinning · Quairading · Quindanning · Regans Ford · Seabird · Shackleton · Southern Cross · Spencers Brook · Tammin · Tincurrin · Toodyay · Trayning · Varley · Wagin · Walebing · Walgoolan · Wandering · Wannamal · Watheroo · Welbungin · West Dale · West Toodyay · Westonia · Wialki · Wickepin · Wilbinga · Williams · Wongan Hills · Woodridge · Wubin · Wundowie · Wyalkatchem · Yealering · Yelbeni · Yellowdine · Yilliminning · Yerecoin · York · Yorkrakine · Yornaning · Yoting · Youndegin